# Kangni Alem
Pour les articles homonymes, voir Alem.
Kangni Alem de son vrai nom Kangni Alemdjrodo est un homme de lettres, écrivain, traducteur,dramaturge, metteur en scène et critique littéraire togolais, né à Lomé le 21 avril 1966  ,. Il est diplômé en sémiologie théâtrale et a fondé en 1989 la Compagnie "Atelier Théâtre de Lomé".

## Biographie[2]
Né à Lomé le 21 avril 1966 , Kangni Alem est titulaire en 1990 d'une licence de lettres modernes obtenue à l'université du Bénin (actuelle université de Lomé).
Il décroche la même année  un diplôme de didactique du français à l'institut National des Sciences de l’éducation ainsi qu'une Licence en Communication et études Théâtrales.
Poursuivant ses études en France, il obtient en 1999 un doctorat de littératures françaises, francophones et comparées à l'université Bordeaux-Montaigne avec la mention très honorable avec félicitations du jury.

## Carrière
En 1989, Kangni Alem fonde L’Atelier Théâtre de Lomé et signe plusieurs mises ayant marqué les esprits en scène dont Mère Courage et ses enfants (Mutter Courage und ihre Kinder) de Bertolt Brecht, La Route de Wole Soyinka et Récupérations de Kossi Efoui, ainsi que ses propres pièces Chemins de Croix et La Saga des Rois.
En 1990, il s'est vu décerner le prix Tchicaya U'Tamsi du Concours théâtral interafricain pour sa pièce Chemins de Croix.
Par la suite, se distinguant à travers la force de son écriture, il reçoit en 2003 le grand prix littéraire d'Afrique noire pour son ouvrage, Cola Cola jazz.
Puis, en 2005, sa nouvelle Une histoire américaine se voit attribuer le 3e prix du prix littéraire Williams Sassine.
Nouvelliste, dramaturge, traducteur de l'écrivain Ken Saro-Wiwa, critique littéraire, Kangni Alem a enseigné le théâtre et la littérature comparée dans diverses universités telles que l'université du Wisconsin à Madison, Middlebury College (Vermont, Californie), l'université Bordeaux-Montaigne ou encore l’université de Lomé.
Chercheur associé au CELFA (Centre d'études linguistiques et littéraires francophones et africaines) à l'université Bordeaux-Montaigne, il est actuellement membre du Conseil permanent de la Francophonie, en tant que sherpa du Togo, et maître de conférences de littérature comparée et de Théâtre à l'université de Lomé où il dirige le laboratoire CoDIRel (Comparatisme, dynamique interculturelle et recherches en littérature) et le programme du master professionnel Théâtre Éducation.

## Œuvres[7],[8],[9]

### Romans
- Esclaves : roman, Paris, Éditions JC Lattes, 2009, 250 p. (ISBN 978-2-7096-3324-6) Traduit en portugais (Escravos) Pallas Editora, Rio de Janeiro  (ISBN 978-85-347-0467-0) (Réédition. Graines de pensées, Lomé, Togo, 2024)[10].
- Canailles et Charlatans, Paris, Éditions Dapper, coll. « Littérature », 2005, 166 p. (ISBN 978-2-915258-12-7)
- Cola cola Jazz, Paris, Dapper, 2002, 208 p.  (ISBN 978-2906067820). Traduit en allemand aux éditions Peter Hammer,  (ISBN 3779500019)
- La Légende de l’assassin, Paris, Éditions JC Lattes, 2015, 200 p.  (ISBN 978-2-7096-3642-1)
- Les Enfants du Brésil, Lomé, Editions Graines de Pensées  (ISBN 978-2-916101-69-9), Abidjan, Frat Mat Editions  (ISBN 978-2-84948-224-7), 198 p., 2017.

### Essais
- Rachid Boudjedra, la passion de l’intertexte, Presses Universitaires de Bordeaux, 2001  (ISBN 2-86781-272-0)
- Dans les mêlées. Les arènes physiques et littéraires (une introduction de Sami Tchak)/éditions Ifrikiya, Collections Interlignes, Yaounde, 2009  (ISBN 9956-473-20-0)
- Dans les mêlées II. Où va la littérature togolaise, éditions Awoudy, collection Tourbillons, Lomé, 2013  (ISBN 979-10-91011-13-6)
- Rachid Boudjedra, Masculinité, Féminité, Transculturalité, éditions Continents, Lomé, 2021  (ISBN 978-2-37918-437-6)

### Pièces de théâtre
- Théâtre vol. 1, Bertoua, Cameroun, Ndze, coll. « Théâtres », 2009, 106 p. (ISBN 978-2-911464-44-7)Opus comprenant 3 pièces: Apprentissage de la mémoire, Nuit de cristal, La saga des rois
- Théâtre Vol. II, Ndze, 2014  (ISBN 978-2-911464-60-7). Opus comprenant 4 pièces : Atterrissage, Mon cancer aux tropiques, Le dramaturge et son maître, Francis le Parisien
- Chemins de croix ou Chronique d'une mise à mort symbolique : théâtre. Lomé : les Nouvelles éditions africaines du Togo, 1991, 52 p.
- Chemins de Croix, Bertoua, Cameroun, Ndze, coll. « Théâtres », 2005, 64 p. (ISBN 978-2-911464-25-6)Prix Tchicaya U'Tamsi du 17e Concours Théâtral Interafricain - RFI - 1990
- Atterrissage, Bertoua, Cameroun, Ndze, coll. « Théâtres », 2002, 64 p. (ISBN 978-2-911464-13-3)

### Nouvelles
- La gazelle s'agenouille pour pleurer : nouvelles, Châtenay-Malabry, France, Acoria éditions, 2001, 173 p. (ISBN 978-2-912525-26-0) ; réédition en poche, Paris, Le Serpent à Plumes/éditions du Rocher, coll. « Motifs » no 186  (ISBN 2-84261-458-5) 3e réédition revue et augmentée Editions Continents, Lomé, collection Filbleu, septembre 2022
- Un rêve d'Albatros, Paris, Éditions Gallimard, coll. « Continent noir », 2006, 125 p. (ISBN 978-2-07-078137-9)
- Le sandwich de Britney Spears, Les éditions Continents, Lomé, 2019.  (ISBN 978-2-918706-24-3)

### Préface
- Le Chien de ta mère, Pierre Amrouche, préface de Kangni Alem. Lomé, Editions Continents, 2021[11]

### Ouvrage collectif
- Collectif, Dadié, l'homme de tous les continents. Cent écrivains du monde rendent hommage au centenaire vivant, Abidjan, Côte d'Ivoire, Édtitions Eburnie, 2019, 270 p. (ISBN 978-2-84770-366-5)

- Collectif, Le Camp des Innocents : 15 nouvelles africaines, Carnières, Belgique, Éditions Lansman, 2006, 223 p. (ISBN 978-2-87282-517-2, lire en ligne)3e Prix du Prix Littéraire Williams Sassine 2005 de l'association belge CEC (Coopération par l'éducation et la culture) pour sa nouvelle Une histoire américaine

- Sayouba Traoré, Kangni Alem, Abdourahman-A Waberi, Eugène Ebodé, Collectif, Dernières nouvelles de la Françafrique, La Roque d'Anthéron, France, Éditions Vents d'ailleurs, 2003, 224 p.  (ISBN 978-2-911412-25-7)

### Photographie
- Bernard Brisé et Kangni Alem, Tombés des mains du soleil, Paris, L'Harmattan, coll. « Afriphoto », 2003, 55 p. (ISBN 978-2-7475-3038-5)
- Bernard Brisé, Kangni Alem, Filles du masque, Paris, Éditions Gallimard, coll. Alternatives, 2000, 126 p.  (ISBN 2-86227-254-X)

## Récompenses
- 1990 : prix Tchicaya U'Tamsi du Concours Théâtral Interafricain de Radio France In ternationale
- 2003, il reçoit le grand prix littéraire d'Afrique noire, pour son ouvrage, Cola Cola jazz[12].
- 2005 : 3e prix du prix littéraire Williams Sassine de l'ONG CEC (Belgique)
- 2022: meilleur auteur des grands prix Afrique du Théâtre Francophone, Ouidah 2022, Bénin

## Distinctions honorifiques
- 1990 : diplôme d'excellence de l'université du Bénin à Lomé
- 1995 : Honorary Fellow in Writing, University of Iowa, Fall Semester
- 2017 : chevalier de l'ordre national du Mérite